# Vadászható faj

## Vadászható fajok
A vadászati törvény rendelkezése alapján a földművelésügyi és vidékfejlesztési miniszter – a természetvédelemért felelős miniszterrel egyetértésben – rendeletben állapítja meg a Magyarországon honos, előforduló, engedéllyel telepített, vagy átvonuló, természetvédelmi oltalom alatt nem álló nagyvadnak, illetve apróvadnak minősülő vadászható állatfajokat (röviden: vad vagy vadfajok).
A vadászati törvény értelmében a vad az állam tulajdona (9. §), mely csak a vadászati jog jogszerű és szakszerű gyakorlása után, az elejtéssel kerül a jogosult tulajdonába. A vadgazdálkodás másodlagos termékeire – hullott agancs, tetem, szárnyasvad tojása – is hasonló előírás igaz, míg a vadaskertben, vadasparkban a tulajdonjog a jogosulté.

### Nagyvadfajok
- Gímszarvas (Cervus elaphus),
- Dámszarvas (Cervus dama),
- Őz (Capreolus capreolus),
- Európai muflon (Ovis gmelini musimon),
- Vaddisznó (Sus scrofa),
- Szikaszarvas
  - Japán szika (Cervus nippon nippon),
  - Dybowski szika (Cervus nippon hortulorum)

### Apróvadfajok
Az apróvadfajokat a vadászati törvény két csoportra osztja: apróvadfajokra és egyéb apróvadfajokra.

#### Apróvadfajok
- Mezei nyúl (Lepus europaeus),
- Üregi nyúl (Oryctolagus cuniculus),
- Fácán (Phasianus colchicus),
- Fogoly (Perdix perdix),
- Vetési lúd (Anser fabalis),
- Nagy lilik (Anser albifrons albifrons),
- Nyári lúd (Anser anser),
- Tőkés réce (Anas platyrhynchos),
- Szárcsa (Fulica atra),
- Balkáni gerle (Streptopelia decaocto),
- Örvös galamb (Columba palumbus),

#### Egyéb apróvadfajok
- Házi görény (Mustela putorius),
- Nyest (Martes foina),
- Borz (Meles meles),
- Róka (Vulpes vulpes),
- Aranysakál (Canis aureus),
- Pézsmapocok (Ondathra zibethicus),
- Nyestkutya (Nyctereutes procyonoides),
- Mosómedve (Procyon lotor),
- Dolmányos varjú (Corvus corone cornix),
- Szarka (Pica pica),
- Szajkó (Garrulus glandarius).

## Védett fajok
A közvélemény és a szakmai nyelv is a vadászható fajokat általában úgy tekinti, mintha azok „védtelenek” lennének. Ennek oka, hogy a vadon élő fajok védetté nyilvánítása – a 19. század végi kezdetektől fogva – hasznosításuk (vadászat, csapdázás, madárhálózás) vagy irtásuk (kártékony fajok, kártevők, dúvad) megtiltását jelentette.
Ez a szemlélet mind a mai napig szakmai körökben is él, és nehezen változik. A vadászati jogszabályok változásából azonban egyértelműen kimutatható, hogy a modern vadászati jog súlypontja a vadászati jogok védelméről áthelyeződött a biológiai sokféleség (biodiverzitás) védelmére, a vadon élő állatok egészséges állományainak fenntartására és tartamos hasznosításukra, valamint az élőhelyek védelmére.
A vadászati jogszabályok a következő intézkedésekkel biztosíthatják a vadászható fajok (vad) védelmét:
- Meghatározzák, hogy az adott faj mikor vadászható (vadászidény).
- Meghatározzák, hogy a vadászat hol gyakorolható (vadászterület).
- Meghatározzák, hogy jogszerűen kik vadászhatnak (vadászok, azaz vadászati engedéllyel rendelkező személyek).
- Meghatározzák, hogy egyes vadfajok esetében milyen eszközök használhatók (vadászfegyverek, képzett vadászebek, ragadozó madarak).
- Meghatározzák, hogy az egyes vadfajok esetében milyen vadászati módok alkalmazhatók (egyéni vadászat, társas vadászat).
- Meghatározzák, hogy az idényen belül mely napokon lehet vadászni (a hét bizonyos napjainak tiltása), valamint a nap mely részében lehet vadászni (pl. éjszakai vadászat tiltása).
- Meghatározzák, hogy az egyes vadfajokból idényenként (vadgazdálkodási tervezés) vagy vadásznaponként (napi terítékkvóta) mennyi ejthető el.

A magyar vadászati jogszabályok ezeket az előírásokat a Berni egyezmény, az EU madárvédelmi irányelve és élőhelyvédelmi irányelve alapján tartalmazzák.
A fentieken túl meg kell említeni a vad élőhelyének védelmét és fejlesztését, valamint a vadászterület őrzését, amivel a vadászok szintén hozzájárulhatnak a vadon élő állatok védelméhez.